# Озірний Вадим Борисович
Вади́м Бори́сович Озі́рний — полковник Збройних сил України, командир 241-ї бригади територіальної оборони міста Києва (2022—2024).

## Життєпис
Станом на березень 2017 року — командир танкового батальйону (єдиний танковий батальйон у НГУ на той час), 4-та бригада оперативного призначення НГУ.
Влітку 2021 сформував 130 ОБТрО.
З початком повномасштабного вторгнення став командиром 241-ї бригади територіальної оборони міста Києва. 10 червня 2024 звільнений з посади

## Нагороди
За особисту мужність і героїзм, виявлені у захисті державного суверенітету та територіальної цілісності України, вірність військовій присязі під час бойових дій та при виконанні службових обов'язків, відзначений — нагороджений
- 3 листопада 2015 року — орденом Богдана Хмельницького III ступеня.